# Jay Dutton
Pour les articles homonymes, voir Dutton.
Jay Dutton, né le 22 novembre 1993 à Sydney, est un coureur cycliste australien.

## Biographie
En novembre 2018, Jay Dutton s'impose sur la septième étape du Tour de Singkarak,. 

## Palmarès
- 2018
  - Masters Tour of Chiang Mai :
    - Classement général
    - 4e étape (contre-la-montre)

  - 7e étape du Tour de Singkarak

## Classements mondiaux
| Année            | 2018 | 2019 |
| ---------------- | ---- | ---- |
| UCI Oceania Tour |      | 105e |
| UCI Asia Tour    | 627e |      |